# Lîpînî, Luțk
Lîpînî (în ucraineană Липини, poloneză Lipiny) este o comună în raionul Luțk, regiunea Volînia, Ucraina, formată numai din satul de reședință.

## Demografie
Componența lingvistică a satului Lîpînî
     Ucraineană (97,94%)
     Rusă (1,71%)
     Alte limbi (0,27%)
Conform recensământului din 2001, majoritatea populației satului Lîpînî era vorbitoare de ucraineană (97,94%), existând în minoritate și vorbitori de rusă (1,71%).